# الكيش (مصطلح)
الڭيش (تلفظ "الگيش") هي تسمية لقوات عسكرية مغربية التي تضعها القبائل في خدمة الدولة مقابل امتيازات تكون في الغالب أراضي زراعية بين 5 إلى 18 هكتار لكل محارب.

## تاريخ

### مهام
استخدمت قوات الڭيش بشكل رئيسي في حماية ضواحي العاصمة وحراسة نقاط عدم الاستقرار على الحدود لأغراض دفاعية عادة، وفي بعض الأحيان هجومية. 
جرى اعتماد نظام الڭيش خلال القرن السادس عشر من قبل السلاطين السعديين وحافظ السلاطين العلويون على هذه المؤسسة.